# 高見 (大阪市)
高見（たかみ）は、大阪府大阪市此花区にある町名。現行行政地名は高見一丁目から高見三丁目。

## 地理
此花区の北東部に位置し、西と南に伝法、東に福島区と接している。

## 歴史
町名は、旧字名の「大高見」に由来する。
古くは西成郡稗島村（のち稗島町。現在の西淀川区姫島など）に属していたが、1898年（明治31年）から行われた新淀川の開削工事に伴い（この付近を流れていた中津川の流路の一部を利用した）、大高見一帯は河道の南側に切り離されることになった。1925年（大正14年）、稗島町は大阪市に編入され西淀川区姫島町となる。
1928年（昭和3年）、姫島町・野里町・福町・伝法町北の各一部を合わせ、高見町1 - 3丁目が設置される（大阪市の地名参照）。
1943年（昭和18年）、区界変更により高見町は此花区に編入される。
この地区は過去には高潮被害に幾度となく見舞われた。1934年（昭和9年）の室戸台風、1945年（昭和20年）の枕崎台風などである。1950年（昭和25年）のジェーン台風により、高見地区は床上1.5mまで浸水する戦後最大級の高潮被害を受けた。
1975年（昭和50年）、住居表示実施に伴い、高見町に伝法町北の一部を編入して高見1 - 3丁目が設置される。

## 高見フローラルタウン
高見フローラルタウン（たかみフローラルタウン）は、高見1丁目に存在する集合住宅街。
1985年（昭和60年）の「高見地区整備計画」により、大規模工場跡地などのあったこの地域の再開発が行われ、誕生した。
都市再生機構 、大阪市住宅供給公社、大阪市営住宅の賃貸住宅、大阪市住宅供給公社などの分譲住宅で構成されている。
当団地付近には都市再生機構千鳥橋団地や都市再生機構フローラルタウン千鳥橋、大阪市営千鳥橋住宅、大阪市営伝法住宅（以上此花区）、都市再生機構大開団地（福島区）などの団地が密集している地域でもある。

### 団地内の施設
- エコール・高見プラザ
- 大阪市立高見小学校
- 高見公園（一丁目）
- 高見北公園（一丁目）

## 世帯数と人口
2019年（平成31年）3月31日現在の世帯数と人口は以下の通りである。
| 丁目       | 世帯数    | 人口     |
| ---------- | --------- | -------- |
| 高見一丁目 | 4,201世帯 | 8,435人  |
| 高見二丁目 | 477世帯   | 909人    |
| 高見三丁目 | 815世帯   | 1,772人  |
| 計         | 5,493世帯 | 11,116人 |

### 人口の変遷
国勢調査による人口の推移。
| 1995年（平成7年）  | 9,994人  | [ 11 ] |  |
| 2000年（平成12年） | 10,433人 | [ 12 ] |  |
| 2005年（平成17年） | 11,709人 | [ 13 ] |  |
| 2010年（平成22年） | 11,279人 | [ 14 ] |  |
| 2015年（平成27年） | 10,976人 | [ 15 ] |  |

### 世帯数の変遷
国勢調査による世帯数の推移。
| 1995年（平成7年）  | 3,816世帯 | [ 11 ] |  |
| 2000年（平成12年） | 4,063世帯 | [ 12 ] |  |
| 2005年（平成17年） | 4,861世帯 | [ 13 ] |  |
| 2010年（平成22年） | 4,763世帯 | [ 14 ] |  |
| 2015年（平成27年） | 4,788世帯 | [ 15 ] |  |

## 事業所
2016年（平成28年）現在の経済センサス調査による事業所数と従業員数は以下の通りである。
| 丁目       | 事業所数  | 従業員数 |
| ---------- | --------- | -------- |
| 高見一丁目 | 44事業所  | 502人    |
| 高見二丁目 | 55事業所  | 196人    |
| 高見三丁目 | 27事業所  | 83人     |
| 計         | 126事業所 | 781人    |

## 施設
一丁目のうち高見フローラルタウン内に存在する施設については#団地内の施設を参照。
- 大阪市立此花中学校（二丁目）
- 大阪市建設局北部方面管理事務所（一丁目）
- 大阪市海老江下水処理場（一丁目）
- 大阪市下水道科学館（一丁目）
- 水資源機構中津川管理室（一丁目）
- 高見西公園（三丁目）
- 高見新家公園（一丁目）

## その他

### 日本郵便
- 〒554-0001[3]（集配局：此花郵便局[17]）